# Euxoa rugifrons
Euxoa rugifrons là một loài bướm đêm thuộc họ Noctuidae. Nó được tìm thấy ở Bắc Phi, bao gồm Tunisia, Algérie, Maroc và Libya.
Con trưởng thành bay vào tháng 9.